# Minerva J. Chapman

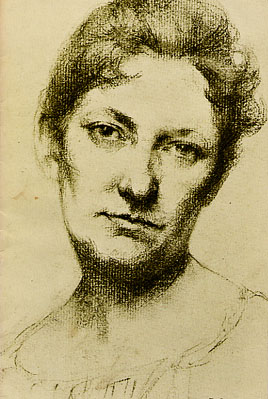
Selbstporträt (um 1880)

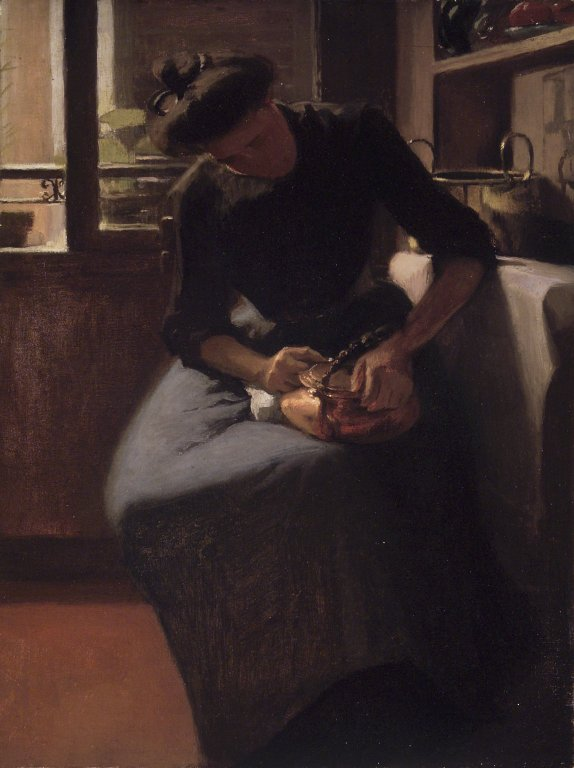
Woman Polishing a Kettle

Minerva Josephine Chapman (geboren 3. Mai 1858 in Altmar, New York; gestorben 14. Juni 1947 in Palo Alto, Kalifornien) war eine US-amerikanische Malerin des Impressionismus.

## Leben
Minerva Chapman war die älteste Tochter von James Lincoln Chapman und dessen Frau Agnes Barnes. Ihr Vater war ein erfolgreicher Gerber in Sand  Bank, ein kleines Dorf am Ufer des Salmon River im Norden des Oswego County, das später in Altmar umbenannt wurde. Kurz nach ihrer Geburt zog die Familie nach Chicago – dort gründete ihr Vater später die First National Bank of Chicago.
Minerva Chapman besuchte das Mount Holyoke College in South Hadley, Massachusetts. Nach ihrem Abschluss im Jahr 1875 fing sie ein Kunststudium am Art Institute of Chicago an und ein Jahr darauf reiste sie nach Europa. Dort studierte sie in München, Rom, London und schließlich in Paris an der  Académie Julian, wo sie von den Malern Jean Paul Laurens, Robert Fluery, Jules-Joseph Lefebvre und William Adolphe Bouguereau unterrichtet wurde. Minerva Chapman lebte von 1876 bis zum Ausbruch des Ersten Weltkriegs in Paris und führte in dieser Zeit einen literarischen Salon. Eine innige Freundschaft pflegte sie mit Mary Cassatt und Elizabeth Nourse. Nach dem Krieg lebte sie wieder in Paris, bis sie aus gesundheitlichen Gründen im Jahre 1925 in die Vereinigten Staaten zurückkehren musste.
Neben ihren Aquarellen, Stillleben, Landschaften, Porträts und die Zeichnungen in Kohle und Kreide spezialisierte Minerva Chapman sich auf die Miniaturmalerei. Diese Kunstform aus dem 17. und 18. Jahrhundert perfektionierte sie erneut. Bei Ausstellungen in den USA und Europa gewann Chapman zahlreiche Auszeichnungen und Goldmedaillen. Die meisten ihrer Bilder sind immer noch im Besitz der Familie Chapman.